# Josef Rupp (Radsportler)
Josef Rupp (* 29. Oktober 1930 in Saarlouis; † 15. September 2019) war ein deutscher Radrennfahrer und nationaler Meister im Radsport.

## Sportliche Laufbahn
Rupp war im Straßenradsport, im Bahnradsport und im Querfeldeinrennen (heutige Bezeichnung Cyclocross) aktiv. Er hatte seine bedeutendsten Erfolge in den 1950er Jahren, als er während der zeitweiligen Eigenstaatlichkeit des Saarlandes Mitglied der Nationalmannschaft des Saarlandes war. Er war eine der prägenden Persönlichkeiten des Radsports im Saarland. Von 1948 bis 1962 war er als Radrennfahrer aktiv. Von 1949 bis 1952 war er Unabhängiger, danach wieder Amateur. 1950 und 1951 gewann er die Meisterschaft der Unabhängigen des Saarlandes im Straßenrennen, 1950 im Querfeldeinrennen. Zweimal gewann er das Etappenrennen Saarbrücken–Luxemburg sowie einmal den Großen Preis der Gruga in Essen. 1953 gewann Rupp die nationale Meisterschaft im Tandemrennen mit Lothar Friedrich, 1955 im Zweier-Mannschaftsfahren mit Günther Debusmann als Partner. 1954 siegte er in der Straßenmeisterschaft vor Jürgen Markus, 1955 in der Querfeldeinmeisterschaft vor Lothar Friedrich. Bei den Straßenradsport-Weltmeisterschaften 1953 (39. Platz) und 1954 (35. Platz) startete er für das Saarland. Bei den Cyclocross-Weltmeisterschaften war er dreimal am Start. 1953 beendete er das Rennen nicht, 1954 wurde er 30. und 1955 18.
Nach seiner aktiven Karriere blieb Rupp dem Radsport als Vorstand des Vereins „SV09 Saarlouis-Fraulautern“ und als Mitglied des Vorstandes des Saarländischen Radfahrer-Bundes (SRB) verbunden. Im Jahre 1983 wurde Rupp zum 1. Vorsitzenden des SRB gewählt und blieb bis 1991 in dieser Funktion tätig.

## Berufliches
Seine Lehre absolvierte Rupp im Bergbau. Später wurde er Stuckateur und legte in diesem Handwerk die Meisterprüfung ab.